# 慢動作 (香奈兒·特雷羅歌曲)
慢動作是古巴裔西班牙女歌手香奈兒·特雷羅的歌曲，於2021年12月24日推出，由勒罗伊·桑切斯、基斯·哈里斯、伊貝爾·福特斯（Ibere Fortes）、玛姬·萨博和阿楊·托南（Arjen Thonen）共同創作。歌曲代表西班牙參與2022年在意大利都灵舉辦的2022年欧洲歌唱大赛，最終慢動作以459分排名第三。

## 製作
勒罗伊·桑切斯、基斯·哈里斯、伊貝爾·福特斯（Ibere Fortes）、玛姬·萨博和阿楊·托南（Arjen Thonen）負責詞曲創作。歌曲時長2分56秒，每分鐘105拍，以升c小調創作。慢動作是首典型的拉丁流行音樂，歌曲融合雷鬼動、弗拉明戈元素，歌詞探討賦權，特雷羅大方展現自己的同時唱到要對自己的身體感到驕傲。

## 歐洲歌唱大賽

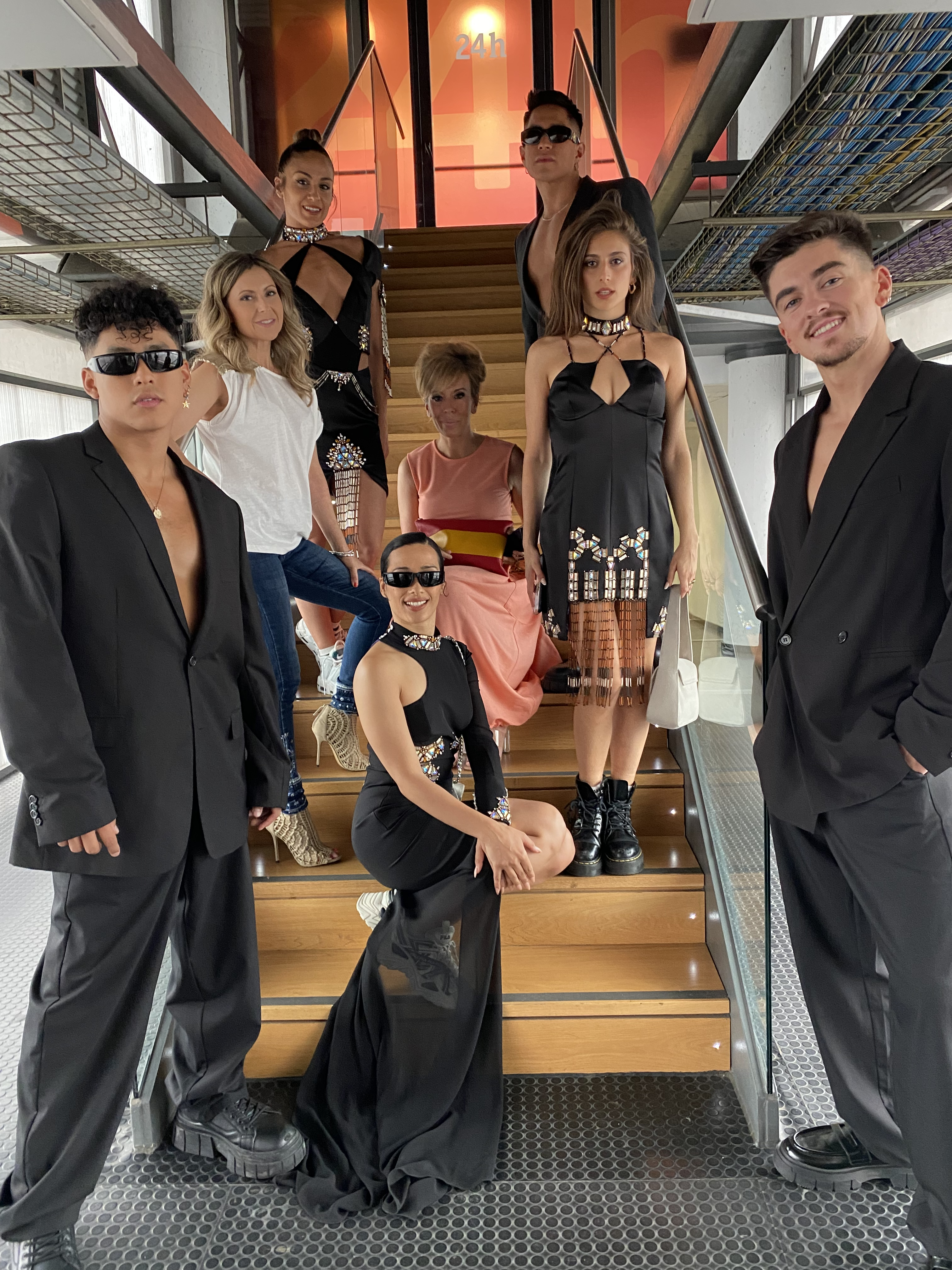
2022年歐洲歌唱大賽西班牙代表團

西班牙电视台（TVE）舉辦2022貝尼多姆音樂節，該音樂節於巴倫西亞贝尼多姆舉行，旨在挑選本屆欧洲歌唱大赛選手，共有13位藝術家和歌曲參與。慢動作先是以110分拿下第一場半決賽，隨後再以96分贏得決賽。但國內民眾對比賽結果感到不滿，民眾批判比賽機制分配公眾投票僅佔總分25%，以70.75%得票率贏得公眾投票的Tanxugueiras僅排名第三，而得票率僅3.97%的特雷羅卻是冠軍。加上國家陪審團成員之一米利亞姆·貝內迪特（Miryam Benedited）曾與特雷羅合作，有著利害關係。主辦方發表聲明表示理解觀眾的不滿，並承諾會溝通改進日後比賽方式，但他們堅持認為特雷羅適任西班牙代表。亞軍和季軍選手里戈韋塔·班迪尼和也都表達對特雷羅的支持，並呼籲粉絲接受結果。
決賽於2022年5月14日舉行，特雷羅被安排在第10位演出，由於西班牙為「五大國」，不須參與半決賽直接晉級。特雷羅在決賽以評審得分228分、觀眾得分231分，合計459分獲得2022年歐洲歌唱大賽季軍。

## 專業評價
《机密报》稱其為「我們向比賽派出最好的歌之一」，它節奏十足、朗朗上口，慢動作在3分鐘內吸引著你。官方榜單公司則認為歌曲更像商業化的《狂飆辣妹》。Wiwibloggs根據內部評審團評價給予歌曲8.91/10，評審團讚賞慢動作的節奏誘人、編舞完美，最重要的是它獨特，不像Fuego複製品。《每日雜誌報》給予5/6分，表示風格獨特且活力四射的特雷羅肯定能在一眾抒情歌曲中脫穎而出。

## 對歌詞的批評
在2022貝尼多姆音樂節獲勝後，作家米格爾·洛倫特（Miguel Lorente）、律師約蘭達·貝斯特伊羅等部分左派人士批評慢動作是在「過度性化、物化女性」「煽動賣淫」，其中部分歌詞（例如一詞）被認為是在鼓勵女性「找糖爹」，鼓吹「大男子主義」。西班牙工人社會黨的眾議院議員莉迪亞·吉納爾特在國會質詢時也稱這首歌在「煽動賣淫」，並暗示希望西班牙廣播電視公司（RTVE）能夠修改歌詞，否則撤回參賽，一方則反擊稱與不同，始終都在傳達捍衛女性、平等和尊重她們的尊嚴的信息。拉蒙·柳利大学教授瑪塔·奥索纳（Marta Ausona）則表示雖然如同大多數流行歌曲一樣，這首歌的歌詞的確存在性化、物化女性以及存在大男子主義偏見的問題，要不是因為特雷羅的拉丁裔背景，批評可能不會這麼激烈。

## 參與名單
人員名單來自慢動作YouTube簡介。
- 香奈兒·特雷羅（英语：Chanel Terrero） – 和聲歌手
- 勒罗伊·桑切斯（英语：Leroy Sanchez） – 和聲歌手、詞曲作家
- 基斯·哈里斯（英语：Keith Harris (record producer)） – 製作人、詞曲作家
- 頻率守衛（Guardians of the Frequencies） – 製作人
- 迈克·图奇（Mike Tucci） – 聲音工程
- 伊貝爾·福特斯（Ibere Fortes） – 詞曲作家
- 玛姬·萨博（英语：Maggie Szabo） – 詞曲作家
- 阿楊·托南（Arjen Thonen） – 詞曲作家

## 排行和銷量認證
| 排行榜（2022年）                                                      | 排名 |
| --------------------------------------------------------------------- | ---- |
| 克羅埃西亞（《告示牌》）                                              | 24   |
| 德國（德國官方下載榜）                                                | 32   |
| 全球（Billboard Global 200）                                          | 151  |
| 希臘（國際唱片業協會希臘分會國際單曲榜）                              | 3    |
| 希臘（國際唱片業協會希臘分會國際單曲榜） Eurovision's Dancebreak Edit | 36   |
| 冰島（Plötutíðindi）                                                  | 11   |
| 愛爾蘭（愛爾蘭唱片協會榜）                                            | 44   |
| 立陶宛（AGATA）                                                       | 8    |
| 立陶宛（AGATA） Eurovision's Dancebreak Edit                          | 65   |
| 荷蘭（百大單曲榜）                                                    | 72   |
| 葡萄牙（葡萄牙唱片業協會）                                            | 88   |
| 西班牙（西班牙音樂製作協會）                                          | 1    |
| 瑞典（瑞典最熱榜）                                                    | 32   |
| 瑞士（瑞士热门音乐榜）                                                | 65   |
| 英國（官方榜单公司單曲榜）                                            | 56   |

| 排行榜（2022年）             | 排名 |
| ---------------------------- | ---- |
| 西班牙（西班牙音樂製作協會） | 27   |

| 國家或地區                   | 認證    | 認證單位/銷量 |
| ---------------------------- | ------- | ------------- |
| 西班牙（西班牙音樂製作協會） | 3× 白金 | 180,000‡      |
| ‡僅含認證的串流媒體+實際銷量 |         |               |